# Nazaré Mendes
Nazaré dos Anjos Mendes é uma professora e política angolana. Filiada ao Movimento Popular de Libertação de Angola (MPLA), é deputada de Angola pela província de Uíge desde 28 de setembro de 2017. Anteriormente, de 2011 a 2017, foi Secretária Provincial da Organização da Mulher Angolana (OMA).